# Landtagswahlkreis Innsbruck-Stadt
Der Wahlkreis Innsbruck-Stadt (Wahlkreis 1) ist ein Wahlkreis in Tirol, der den politischen Bezirke Innsbruck-Stadt umfasst. Bei der Landtagswahl 2013 waren im Wahlkreis Innsbruck-Stadt 87.845 Personen wahlberechtigt, wobei bei der Wahl Die Grünen – Die Grüne Alternative (GRÜNE) mit 23,85 % als stärkste Partei hervorging. Seit der Landtagswahl 2013 halten die GRÜNEN, die Österreichische Volkspartei und die Sozialdemokratische Partei Österreichs je eines der insgesamt sechs möglichen Grundmandate im Wahlkreis Innsbruck-Stadt.

## Wahlergebnisse
| Landtagswahlen im Landtagswahlkreis Innsbruck-Land | Landtagswahlen im Landtagswahlkreis Innsbruck-Land | Landtagswahlen im Landtagswahlkreis Innsbruck-Land | Landtagswahlen im Landtagswahlkreis Innsbruck-Land | Landtagswahlen im Landtagswahlkreis Innsbruck-Land | Landtagswahlen im Landtagswahlkreis Innsbruck-Land | Landtagswahlen im Landtagswahlkreis Innsbruck-Land | Landtagswahlen im Landtagswahlkreis Innsbruck-Land | Landtagswahlen im Landtagswahlkreis Innsbruck-Land | Landtagswahlen im Landtagswahlkreis Innsbruck-Land |
| -------------------------------------------------- | -------------------------------------------------- | -------------------------------------------------- | -------------------------------------------------- | -------------------------------------------------- | -------------------------------------------------- | -------------------------------------------------- | -------------------------------------------------- | -------------------------------------------------- | -------------------------------------------------- |
| Wahltermin                                         | GM                                                 |                                                    | ÖVP                                                | SPÖ                                                | FPÖ                                                | GRÜNE                                              | FRITZ                                              | Sonstige                                           |                                                    |
| 12. März 1989                                      |                                                    | Stimmenanteile (%)                                 | 34,74                                              | 26,75                                              | 17,11                                              | 12,66                                              | -                                                  | 8,75                                               |                                                    |
| 12. März 1989                                      | 6                                                  | Grundmandate                                       | 2                                                  | 1                                                  | -                                                  | 1                                                  | -                                                  | -                                                  |                                                    |
| 13. März 1994                                      |                                                    | Stimmenanteile (%)                                 | 34,18                                              | 22,76                                              | 18,31                                              | 15,94                                              | -                                                  | 8,82                                               |                                                    |
| 13. März 1994                                      | 6                                                  | Grundmandate                                       | 2                                                  | 1                                                  | 1                                                  | 1                                                  | -                                                  | 0                                                  |                                                    |
| 7. März 1999                                       |                                                    | Stimmenanteile (%)                                 | 31,99                                              | 27,29                                              | 20,43                                              | 13,67                                              | -                                                  | 6,63                                               |                                                    |
| 7. März 1999                                       | 6                                                  | Grundmandate                                       | 2                                                  | 1                                                  | 1                                                  | 0                                                  | -                                                  | 0                                                  |                                                    |
| 28. September 2003                                 |                                                    | Stimmenanteile (%)                                 | 35,02                                              | 28,38                                              | 7,77                                               | 27,02                                              | -                                                  | 1,81                                               |                                                    |
| 28. September 2003                                 | 6                                                  | Grundmandate                                       | 2                                                  | 1                                                  | 0                                                  | 1                                                  | -                                                  | 0                                                  |                                                    |
| 8. Juni 2008                                       |                                                    | Stimmenanteile (%)                                 | 28,53                                              | 14,64                                              | 13,33                                              | 20,40                                              | 20,18                                              | 2,92                                               |                                                    |
| 8. Juni 2008                                       | 6                                                  | Grundmandate                                       | 1                                                  | 0                                                  | 0                                                  | 1                                                  | 1                                                  | 0                                                  |                                                    |
| 28. April 2013                                     |                                                    | Stimmenanteile (%)                                 | 22,57                                              | 15,53                                              | 11,76                                              | 24,61                                              | 6,94                                               | 18,60                                              |                                                    |
| 28. April 2013                                     | 6                                                  | Grundmandate                                       | 1                                                  | 1                                                  | 0                                                  | 1                                                  | 0                                                  | 0                                                  |                                                    |
| 25. Februar 2018                                   |                                                    | Stimmenanteile (%)                                 | 25,88                                              | 22,83                                              | 16,17                                              | 18,95                                              | 7,89                                               | 8,29                                               |                                                    |
| 25. Februar 2018                                   | 6                                                  | Grundmandate                                       | 1                                                  | 1                                                  | 1                                                  | 1                                                  | 0                                                  | 0                                                  |                                                    |
| 25. September 2022                                 |                                                    | Stimmenanteile (%)                                 | 20,59                                              | 18,89                                              | 17,50                                              | 18,00                                              | 12,54                                              | 9,76                                               |                                                    |
| 25. September 2022                                 | 6                                                  | Grundmandate                                       | 1                                                  | 1                                                  | 1                                                  | 1                                                  | 0                                                  | 0                                                  |                                                    |